# Spia (singolo)
Spia è un brano della rockband italiana Litfiba. È il terzo singolo estratto, nel 2000, dall'album in studio "Elettromacumba".

## Tracce
- Spia - 4:38

## Formazione
- Gianluigi Cavallo - voce
- Ghigo Renzulli - chitarra, voce addizionale
- Gianluca Venier - basso
- Ugo Nativi - batteria